# Glipa batjanensis
Glipa batjanensis is een keversoort uit de familie spartelkevers (Mordellidae). De wetenschappelijke naam van de soort is voor het eerst geldig gepubliceerd in 1917 door Píc.